# Kleptow
Kleptow ist ein zum Ortsteil Ludwigsburg gehörender bewohnter Gemeindeteil der Gemeinde Schenkenberg im Landkreis Uckermark im äußersten Nordosten von Brandenburg. Bis zum 1. Juli 1961 war der Ort eine eigenständige Gemeinde.

## Lage
Kleptow liegt im Norden der Uckermark auf einer sich im Tal zwischen den Flüssen Ucker und Randow ausbreitenden Grundmoräne. Der Ort liegt elf Kilometer nordöstlich von Prenzlau und 14 Kilometer südlich von Pasewalk. Umliegende Dörfer sind der zur Gemeinde Schönfeld gehörende Ort Klockow im Norden, die zur Gemeinde Carmzow-Wallmow gehörenden Ortsteile Carmzow im Nordosten und Cremzow im Südosten, Ludwigsburg im Südwesten, Dauerthal im Westen sowie der Göritzer Ortsteil Tornow im Nordwesten.
Durch Kleptow verlaufen die Landesstraßen 26 und 252. Die Bundesautobahn 20 mit der Anschlussstelle Prenzlau-Ost ist etwa zwei Kilometer entfernt. Südlich von Kleptow liegt der Große See.

## Geschichte und Etymologie

### 13. bis 15. Jahrhundert

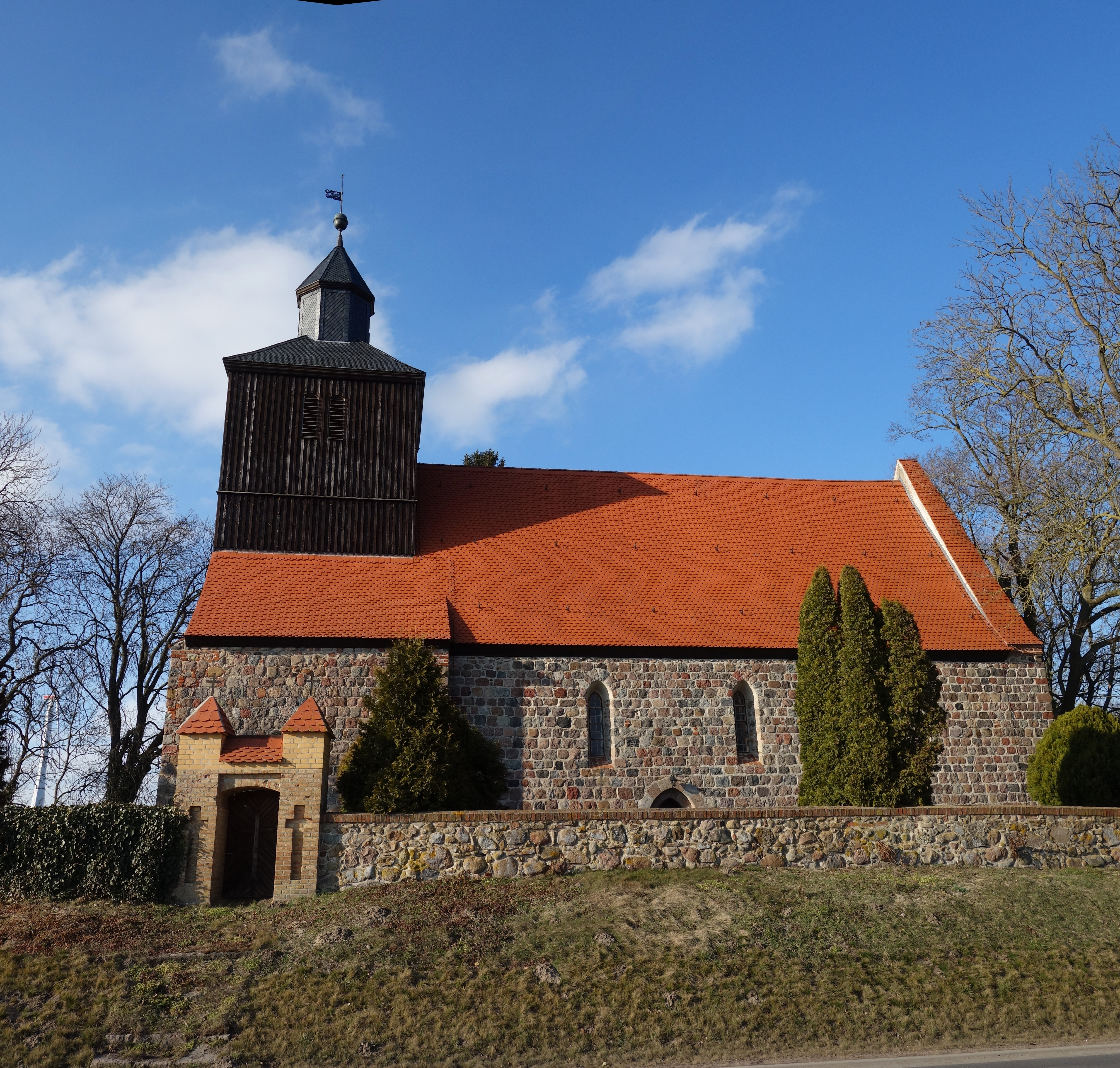
Dorfkirche

Der Ort Kleptow entstand, wie die meisten Dörfer in der Umgebung, im Zuge der Ostkolonisation während des 12. oder 13. Jahrhunderts als Straßendorf mit Rittergut und eigener Dorfkirche. Rund 150 Meter östlich des Dorfkerns wurde eine jungslawische Siedlung aus dem 11. bis 13. Jahrhundert freigelegt, die als Vorgänger der deutschen Siedlung angesehen werden kann. Erstmals offiziell taucht der Ort im Landbuch der Mark Brandenburg aus dem Jahr 1375 mit der Schreibweise Clepetow auf. Der Ortsname stammt aus dem Altpolabischen, Reinhard E. Fischer deutet den Ortsnamen mit „Ort, an dem geklopft/gehämmert wird“. Kleptow war zu dieser Zeit 53 Hufen groß, davon standen drei dem Pfarrer zu. Demzufolge muss es im Ort bereits eine Dorfkirche gegeben haben. Zum Zeitpunkt der Ersterwähnung gab es eine Windmühle im Dorf. Die Hälfte des Dorfes gehörte vor 1375 der Familie von Stegelitz, die auch die Obergerichtsbarkeit sowie das Kirchenpatronat hielten (1416). Die Pacht aus drei Hufen sowie die Bede von zwei Hufen, seit 1421 auch über die vier Hufen, erhielten vor 1375 die von Berg von Kleptow und Schönfeld. Sie besaßen weiterhin 12 Morgen Land, das von Kossäten bewirtschaftet wurde sowie die Hebungen aus dem Krug, der sich im Besitz des Prenzlauer Bürgers Gortz befand. Die Familie von Wollin besaß vor 1375 einen Hof mit drei freien Hufen bzw. einen Wohnhof und Hebungen (1428) bzw. 3 1⁄2 Hufen und Dienst aus einem Krug (1487). Der Bürger Brandenburg aus Prenzlau besaß um 1375 einen Hof mit vier freien Hufen. Der Burger H. Halle, ebenfalls aus Prenzlau, besaß acht Hufen, der Bürger R. Stretz die Pacht und Bede aus einer Hufe, ein J. von Ellingen Pacht und Bede aus drei Hufen sowie ein Herr H. Voltzindorff Pacht und Bede aus zwei Hufen. Ein Herr Lytzytz erhielt die Pacht aus zwei Hufen. Insgesamt waren 32 Hufen besetzt, vier für drei Jahre befreit. Es gab weiterhin 17 Kossätenhöfe, von denen elf besetzt waren. Drei Hufe lagen seit zwei Jahren wüst. Vor 1429 bis nach 1486 besaßen die von Lindstedt 5 1⁄2 Hufen, seit 1443 zusammen mit dem Kloster Seehausen. Dabei besaßen die von Lindstedt zwei Hufen und das Kloster 3 1⁄2. Dieser Anteil kam zu einem unbestimmten Zeitpunkt nach 1486 an die Familie von Berg. Im Jahr 1449 gab es einen Wohnsitz der von Berg sowie des B. Bursow aus Brüssow. Kurze Zeit später verkauften die von Stegelitz ihren Besitz im Jahr 1457 an die von Blankenburg. Von dort kam er vermutlich noch im 15. Jahrhundert an die von Berg. Diese hielten um 1486 das Dorf mit Kirchenpatronat und Straßengerichtsbarkeit bzw. über das Dorf und die Feldmark Kleptow mit der Windmühlenstätte (1541, 1571) sowie zwei Rittersitze (1608, 1684). Der Anteil derer von Wollin kam im Jahr 1488 an die von Schulenburg aus Löcknitz und zu einem späteren Zeitpunkt ebenfalls in den Besitz der Familie von Berg.

### 16. Jahrhundert
Der Wohnhof der von Berg umfasste im Jahr 1525 eine Fläche von vier Hufen. Kleptow bestand im Jahr 1541 aus dem Dorf mit einer Windmühlenstätte; ein Jahr später erschien in der Statistik erneut der Wohnhof der von Berg mit vier Hufen sowie einer offenbar neu errichteten Schäferei. Bei einer Visitation im Folgejahr wurden allerdings kein Pfarrhaus und auch keine Hufen festgestellt. Im Jahr 1573 lebten im Dorf der Schulze mit drei Hufen, ein Dreihufner, sechs Zweihufner, sowie acht Kossäten, ein Hirte und zwei Pachtschäfer des von Berg. Zwei Hufen lagen wüst, wurden aber von der Familie von Berg gepflügt. Im Jahr 1578 gab es nach wie vor acht Bauern, acht Kossäten, einen Hirten und zwei Pachtschäfer, die in Summe 18 Hufen bewirtschafteten.

### 17. Jahrhundert
Im Jahr 1600 gaben die Junker L. und G. von Berg dem Pfarrer je 1⁄2 Wispel Meßkorn. Im Dorf gab es zwei Rittersitze (1608). Vor dem Dreißigjährigen Krieg hatte sich Kleptow nur kaum entwickelt. Es gab nach wie vor acht Bauern und acht Kötter, allerdings war die Fläche auf 25 schossbare Hufen angewachsen. Eine Statistik aus dem Jahr 1651 verzeichnete für eines der beiden Rittergüter einen zweigeschossigen Rittersitz mit 15 Gebinde, von denen sechs neu waren. Es gab ein Brauhaus und ein Backhaus, die beide jedoch baufällig waren. Der Pferdestall war acht Gebinde groß; eine Scheune im Dorf ebenfalls acht Gebinde. Dort stand auch ein neuer Ochsenstall von sieben Gebinden, der Schafstall mit zwölf Gebinden sowie ein Schneiderhaus von drei Gebinden. Ein leerstehendes Haus hatte sechs Gebinde, ein Bauernhof vier Gebinde; zwei Höfe lagen wüst, ebenso drei Kossätenhöfe, eine wüste Hofstelle, eine wüste Schäfereistelle sowie eine ebenfalls wüste Meierstelle. Im Jahr 1684 bestanden nach wie vor zwei Rittersitze; drei Jahre später waren sechs Bauernhöfe, sieben Kossätenhöfe sowie eine Windmühle, der Schankkrug und die Schmiede nach wie vor wüst.

### 18. Jahrhundert
Im Jahr 1711 lebten im Dorf sechs Hufner, ein Wohnschmied, ein Kostknecht und ein Hirt ohne Vieh. Die Bewohner zahlten für 25 Hufen je 9 Groschen (gr) 7 Pfennig (d) an Abgaben. Im Laufe der nächsten Jahre kam es zu einer Zunahme der Bevölkerung: Im Jahr 1734 lebten in Kleptow drei Bauern, fünf Häuslinge, ein Müller, ein Schmied, zwei Schäfer, ein Hirt sowie 13 Knechte und sechs Mägde. Bis 1745 waren zwei Vorwerke entstanden; die Windmühle wurde vom Müller Riemer betrieben. Die beiden Rittervorwerker der von Berg auf Schönfeld und auf Kleptow bestanden auch im Jahr 1756/1757. Dort wurden je 6 Wispel Aussaat ausgebracht. Im Jahr 1775 bestand Kleptow aus dem Dorf mit Vorwerken, einer Schäferei, der Windmühle und einem Krug. Es gab mittlerweile sechs Bauern, 20 Büdner, Einlieger oder andere Einwohner, die in Summe 25 Feuerstellen (=Haushalte) in 12 Familienhäusern betrieben.

### 19. Jahrhundert
Zu Beginn des neuen Jahrhunderts bestand im Jahr 1801 das Dorf und Gut mit sechs Ganzbauern, elf Einliegern, einer Schmiede, Krug und Windmühle. Die Bewohner schlugen 165 Mg Holz, bewirtschafteten 25 Hufen und betrieben 17 Feuerstellen. Bis 1840 war das Dorf und Rittergut auf 17 Wohnhäuser angewachsen. Ein Jahr später übernahmen die von Hertz aus Schmarsow das Dorf und Gut und hielten es bis 1872. In dieser Zeit entstand im Jahr 1853 eine Ziegelei. Das Dorf war 1860 insgesamt 454 Mg groß und bestand aus 4 Mg Gehöfte, 15 Mg Gartenland, 398 Mg Acker und 37 Mg Wiese. Dort standen drei öffentliche, 12 Wohn- und 32 Wirtschaftsgebäude, darunter eine Getreidemühle. Das Rittergut war 2329 Mg groß: 7 Mg Gehöfte, 3 Mg Gartenland, 2034 Mg Acker, 209 Mg Wiese und 76 Mg Weide. Dort gab es fünf Wohn- und zehn Wirtschaftsgebäude. In den folgenden Jahren kaufte das Rittergut den bäuerlichen Besitz bis 1894 fast vollständig auf. Die Landgemeinde wurde aufgelöst und 135 Hektar dem Gutsbezirk zugeschlagen. Weitere 25 Hektar kamen aus dem Gutsbezirk Ludwigsburg hinzu.

### 20. und 21. Jahrhundert
Im Jahr 1900 war Kleptow insgesamt 806 Hektar groß und bestand aus 16 Häusern. 760 Hektar waren im Besitz des Rittergutes; es gab einen Administrator, eine Schäfermeister, einen Oberschweizer, einen Bauern mit 23 Hektar, einen Mühlenbesitzer mit 15 Hektar sowie den Krugpächter und einen Lehrer. Im Zuge der Auflösung der Gutsbezirke im Königreich Preußen wurde der Gutsbezirk Kleptow im Jahr 1928 mit dem Gutsbezirk Ludwigsburg zu der neuen Gemeinde Kleptow mit 32 Häusern (1931) zusammengeschlossen. Dort bestand im Jahr 1931 der Wohnplatz Ludwigsburg (1957). Es gab lediglich zwei land- und forstwirtschaftliche Betriebe, die größer als 100 Hektar waren. Hinzu kam ein Kleinbauer, der eine Fläche zwischen 0,5 und 5 Hektar besaß.
Nach dem Zweiten Weltkrieg wurde Kleptow im Jahr 1948/1950 ein landeigenes Gut mit einer Größe von 776 Hektar. Bis zum 25. Juli 1952 gehörte Kleptow zum Landkreis Prenzlau in der preußischen Provinz Brandenburg, bei der DDR-Kreisreform wurde der Ort dem verkleinerten Kreis Prenzlau im Bezirk Neubrandenburg zugeordnet. Am 1. Juli 1961 wurde Kleptow mit der Nachbargemeinde Baumgarten zu einer neuen Gemeinde fusioniert, die den Namen Ludwigsburg erhielt. In Kleptow gab es 1978 eine KAP Kleptow sowie eine VEG Tierzucht Klockow-Kleptow mit der Abteilung Kleptow. Drei Jahre später wurde die KAP zur LPG Pflanzenproduktion umgewandelt.
Seit der Wende und der brandenburgischen Kreisreform 1993 liegt Kleptow im Landkreis Uckermark. Am 31. Dezember 2001 wurde die Gemeinde Ludwigsburg nach Schenkenberg eingemeindet. Kleptow erhielt den Status als bewohnter Gemeindeteil. Der Ort wird vom Amt Brüssow verwaltet.

## Bevölkerungsentwicklung
| Jahr      | 1734 | 1774 | 1801 | 1817 | 1840 | 1858             | 1895 | 1925 | 1939 | 1946 | 1977 |
| Einwohner | 116  | 158  | 173  | 140  | 161  | Dorf 128, Gut 68 | 235  | 315  | 435  | 564  | 224  |

## Sehenswürdigkeiten

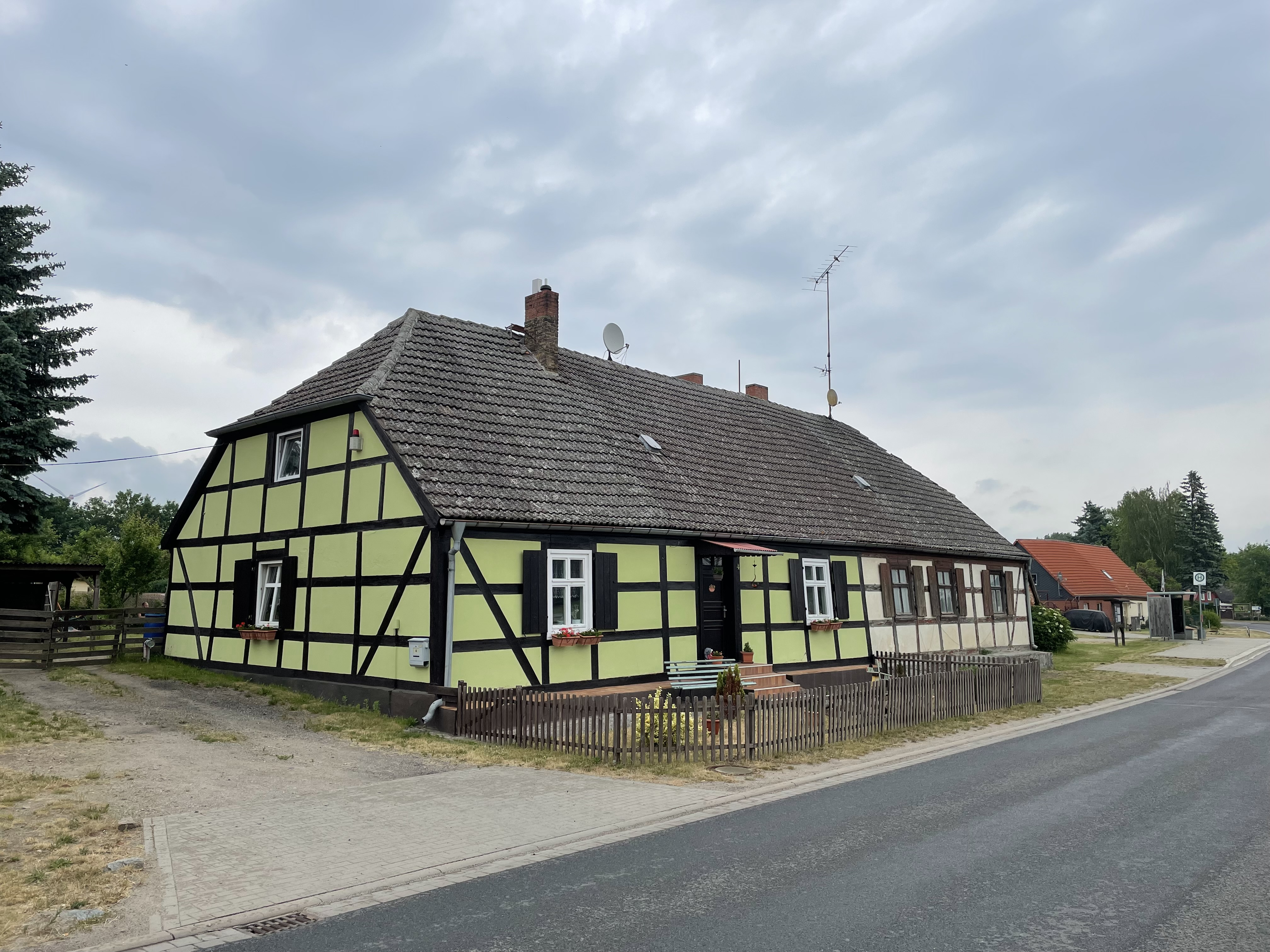
Ehemaliges Gasthaus

- Die evangelische Dorfkirche Kleptow ist ein Feldsteinsaalbau mit breitem Westturm, der in der Zweiten Hälfte des 13. Jahrhunderts während der Dorfgründung entstand. Der verbretterte quadratische Turmaufsatz mit Laterne und Haube wurde Mitte des 18. Jahrhunderts ergänzt. An der Westwand und an der Südwand besitzt die Kirche gestufte Spitzbogenportale, die Fenster sind Lanzettfenster und es gibt eine Dreifenstergruppe an der Ostwand. Ausgestattet ist die Kirche mit einem hölzernen Altaraufsatz aus dem frühen 17. Jahrhundert und einem Orgelprospekt aus dem Jahr 1820. In der Kirchhofsmauer befindet sich ein Backsteinportal mit breiter Rundbogenöffnung.[4]
- Das Gutshaus Kleptow ist ein eingeschossiger Putzbau auf Feldsteinsockel mit einem dreiachsigen MittelRisalit sowie einem polygonalen Anbau und einer Terrasse auf der Parkseite
- Das Gasthaus Kleptow, ein eingeschossiges, sechsachsiges Fachwerkgebäude mit Krüppelwalmdach aus dem Jahr 1786, steht ebenfalls unter Denkmalschutz.